# Fabricio Alemán
Johel Fabricio Alemán Gaitán (San José, Costa Rica, 26 de julio de 2003) es un futbolista costarricense que juega como delantero centro en el Deportivo Saprissa de la Primera División de Costa Rica.

## Trayectoria

### Deportivo Saprissa
Fabricio Alemán en las categorías inferiores del Deportivo Saprissa logró realizar su debut el 21 de julio de 2019 en la Primera División de Costa Rica contra el Asociación Deportiva San Carlos ingresando de cambio al minuto 81', terminando con el marcador 1-0 a favor de los Toros del Norte.
El 26 de mayo de 2021, el Deportivo Saprissa se enfrentaba contra el Club Sport Herediano en la final del torneo clausura, Saprissa derrotó al Herediano en el marcador 0-1, y con el marcador global de 4-2, el Deportivo Saprissa obtenía el título del torneo clausura, aunque Fabricio Alemán no estuvo convocado, los 7 partidos jugados fueron suficiente para alzar su primer título de su carrera profesional con el Deportivo Saprissa.

### C. F. Intercity
Fue prestado al C. F. Intercity el 2 de agosto de 2021 con opción a compra del Deportivo Saprissa. Realizó su debut con su equipo el 12 de septiembre de 2021 contra el Hércules C. F. ingresando de cambio al minuto 74', el encuentro terminó con el marcador 1-2 a favor del equipo de Hércules C. F..
Terminó su primera temporada teniendo 8 juegos, 0 goles y 0 asistencias, sumando un total de 153 minutos, logrando también obtener su segundo título de su carrera profesional, pero esta vez con el C. F. Intercity, llegando a subir a Primera División RFEF (Tercera categoría de España), junto a su compatriota Jostin Tellería.

### Deportivo Saprissa
Después de su paso por el fútbol español en el C. F. Intercity, Fabricio se devolvió al club dueño de su ficha, pero esta vez, representando al equipo mayor, el Deportivo Saprissa. En la fecha dos del Torneo Apertura 2022, apareció en el banco de suplencia contra Municipal Grecia bajo la dirigencia del técnico Jeaustin Campos, el entrenador depositó su confianza en el jugador, y lo ingresó al minuto 86 en el que el marcador se encontraba 2-0 a favor del Deportivo Saprissa, dándose casi el pitazo final y cerrar el marcador, Alemán anotó al minuto 93, siendo su primer gol con el Deportivo Saprissa y en su carrera como futbolista profesional, Saprissa fulminaba completamente al Municipal Grecia con el marcador 3-0, siendo su primera victoria en el Torneo Apertura 2022.
El 25 de septiembre de 2022, se enfrentó con el Sporting F. C. en la jornada 14. En el juego inicial estuvo en el banco de suplencia, al minuto 31 se dio su ingreso por Carlos Villegas, su anotación se dio al minuto 44 y al minuto 66 puso su segundo tanto, convirtiéndolo en su primer doblete con el Deportivo Saprissa y en su carrera futbolística, el encuentro finalizó con victoria 2-1, logrando asegurarse su puesto de liderato a su paso en semifinales de la Primera División en el grupo B.
Fabricio se enfrentó con la L. D. Alajuelense en semifinales, disputando los partidos de ida y vuelta, el combinado tibaseño logró avanzar a la final derrotando a la L. D. Alajuelense con el marcador global 2-0. En la final se enfrentó con el C. S. Herediano, en ambos partidos de ida y vuelta, el marcador global fue victoria para el Deportivo Saprissa con un 2-1, pero debido a que el líder de máximo de puntos en la tabla de posición de la Primera División de Costa Rica fue para el C. S. Herediano, el Deportivo Saprissa debió avanzar a una gran final. En la primera vuelta, Alemán tuvo participación de 3 minutos del encuentro finalizando con victoria 2-0. En el partido definitorio en el Estadio José Joaquín "Colleya" Fonseca, Alemán no fue convocado, el conjunto morado perdió el encuentro con el marcador 1-0, mientras en el marcador global lograban ganar 2-1, siendo este para Fabricio su segundo título nacional con el Deportivo Saprissa.
Debutó en el Torneo de Copa de Costa Rica el 19 de noviembre de 2022 contra el C. S. Uruguay de Coronado, alineado como titular, disputó los 45 minutos del primer siendo sustituido en el resto de la parte complementaria, el equipo tibaseño se llevó la victoria en el marcador 0-4. En el juego de vuelta, Alemán ingresó al minuto 59, disputando 31 minutos en la victoria tibaseña 2-0, logrando avanzar a cuartos de final con el marcador global 6-0. Alemán tuvo participación en cuartos de final contra el Santos de Guápiles, logrando avanzar en el marcador global de 1-4, logrando avanzar a semifinales. En semifinales, Fabricio tuvo participación los partidos de ida y vuelta contra el C. S. Cartaginés, el cuadro morado fue eliminado en el marcador global de 1-4.

## Selección nacional

### Categorías inferiores
Fue convocado el 9 de junio de 2022 a representar a la selección sub-20 de Costa Rica de cara a las eliminatorias del Campeonato Sub-20 de la Concacaf. Realizó su debut el 18 de junio contra la selección de Jamaica entrando desde el banco de suplencia al minuto 85, al minuto 98 se comete un penal a favor de Jamaica por lo que anotan el gol, teniendo este encuentro con el marcador final 1-1. En el último partido de la fase de grupos se enfrentaba al país anfitrión del torneo, la selección de Honduras, Fabricio estuvo en el banco de suplencia y al minuto 65 entra al terreno de juego, sustituyendo a Doryan Rodríguez. Costa Rica obtuvo su primera derrota del campeonato con el marcador 1-0 a favor de los catrachos. La selección de Costa Rica, lograba avanzar a octavos de final, quedando en la posición 2° con 4 puntos en la primera fase de grupos. El 28 de junio, Fabricio se enfrentó a la selección de Estados Unidos, apareciendo en la alineación titular, jugó todo el primer tiempo, en el segundo tiempo fue sustituido por Creichel Pérez, al finalizar el partido, la selección de Costa Rica cayó derrotada ante la selección de Estados Unidos con el marcador 2-0, eliminándolos del campeonato y sin poder clasificar a la Copa Mundial de Fútbol Sub-20 de 2023.

#### Participaciones internacionales
| Evento                                   | Sede     | Resultado        | Partidos | Goles |
| ---------------------------------------- | -------- | ---------------- | -------- | ----- |
| Campeonato Sub-20 de la Concacaf de 2022 | Honduras | Cuartos de final | 3        | 0     |

## Estadísticas
Actualizado al último partido jugado el 12 de marzo de 2023.
| Club                            | Div.          | Temporada     | Liga  | Liga  | Liga   | Copas nacionales | Copas nacionales | Copas nacionales | Copas internacionales | Copas internacionales | Copas internacionales | Total | Total | Total  |
| Club                            | Div.          | Temporada     | Part. | Goles | Asist. | Part.            | Goles            | Asist.           | Part.                 | Goles                 | Asist.                | Part. | Goles | Asist. |
| ------------------------------- | ------------- | ------------- | ----- | ----- | ------ | ---------------- | ---------------- | ---------------- | --------------------- | --------------------- | --------------------- | ----- | ----- | ------ |
| Deportivo Saprissa · Costa Rica |               |               |       |       |        |                  |                  |                  |                       |                       |                       |       |       |        |
| 1.ª                             | 2019-20       | 2             | 0     | 0     | —      | —                | —                | —                | —                     | —                     | 2                     | 0     | 0     |        |
| 1.ª                             | 2020-21       | 7             | 0     | 0     | —      | —                | —                | —                | —                     | —                     | 7                     | 0     | 0     |        |
| Total club                      | Total club    | 9             | 0     | 0     | 0      | 0                | 0                | 0                | 0                     | 0                     | 9                     | 0     | 0     |        |
| C. F. Intercity · España        |               |               |       |       |        |                  |                  |                  |                       |                       |                       |       |       |        |
| 4.ª                             | 2021-22       | 8             | 0     | 0     | —      | —                | —                | —                | —                     | —                     | 8                     | 0     | 0     |        |
| Total club                      | Total club    | 8             | 0     | 0     | 0      | 0                | 0                | 0                | 0                     | 0                     | 8                     | 0     | 0     |        |
| Deportivo Saprissa · Costa Rica |               |               |       |       |        |                  |                  |                  |                       |                       |                       |       |       |        |
| 1.ª                             | 2022-23       | 23            | 4     | 0     | 5      | 0                | 0                | —                | —                     | —                     | 28                    | 4     | 0     |        |
| Total club                      | Total club    | 23            | 4     | 0     | 5      | 0                | 0                | 0                | 0                     | 0                     | 28                    | 4     | 0     |        |
| Total carrera                   | Total carrera | Total carrera | 40    | 4     | 0      | 5                | 0                | 0                | 0                     | 0                     | 0                     | 45    | 4     | 0      |
| 1. 2. Fuente:Transfermarkt      |               |               |       |       |        |                  |                  |                  |                       |                       |                       |       |       |        |

## Palmarés

### Títulos nacionales
| Título                         | Club               | País       | Año  |
| ------------------------------ | ------------------ | ---------- | ---- |
| Primera División de Costa Rica | Deportivo Saprissa | Costa Rica | 2021 |
| Segunda División RFEF          | C. F. Intercity    | España     | 2022 |
| Primera División de Costa Rica | Deportivo Saprissa | Costa Rica | 2022 |
| Primera División de Costa Rica | Deportivo Saprissa | Costa Rica | 2023 |
| Primera División de Costa Rica | Deportivo Saprissa | Costa Rica | 2023 |
| Primera División de Costa Rica | Deportivo Saprissa | Costa Rica | 2024 |

## Vida privada
Es hijo del exfutbolista Allan Alemán.